# Meghan McCain
Meghan Marguerite McCain (Phoenix, Arizona, 23 d'octubre de 1984) és una comentadora política i presentadora de televisió estatunidenca. Filla del polític republicà John McCain, fou co-presentadora del programa The View, del canal American Broadcasting Company entre octubre del 2017 a 2021. Es va casar amb el comentarista i autor conservador Ben Domenech, cofundador i editor del diari The Federalist, el 21 de novembre de 2017.